# Aeroportul Pasighat
Aeroportul Pasighat (IATA: IXT, ICAO: VEPG) este un aeroport din East Siang district⁠(d), Arunachal Pradesh, India. Aeroportul a fost tranzitat în decembrie 2022 de 1.877 de pasageri.
Situat la o altitudine de 157 m, aeroportul dispune de o singură pistă. Este operat de Airports Authority of India⁠(d).